# Радослав Тружковський
Радослав Тружковський (пол. Radosław Truszkowski; нар. 5 жовтня 1978, Ольштин, Вармінсько-Мазурське воєводство) — польський борець греко-римського стилю, срібний призер чемпіонату світу серед студентів, учасник Олімпійських ігор.

## Життєпис
Народився 5 жовтня 1978 року в Ольштині. Боротьбою почав займатися з 1989 року. Представляв клуби «Budowlani» Ольштин, потім «Cement Gryfa» Холм (з шістнадцяти років). Тренувався ід опікою тренерів: Болеслава Юревича, Анджея Ольшевського, Анджея Гломба (у клубі) та Юзефа Трача (у збірній).
Брав участь в Олімпійських іграх в Афінах (2004, вилетів у кваліфікаційному раунді після двох поразок). Чемпіон Польщі (2004), багаторазовий срібний та бронзовий призер Чемпіонатів Польщі.
Отримав ступінь бакалавра у Свентокшиському університеті в Кельцях, а потім закінчив додаткові студії магістра в Білій Підляській.

## Спортивні результати на міжнародних змаганнях

### Виступи на Олімпіадах
| Змагання                    | Збірна | Вагова категорія                 | Місце |
| --------------------------- | ------ | -------------------------------- | ----- |
| Літні Олімпійські ігри 2004 | Польща | греко-римська боротьба, до 74 кг | 18    |

### Виступи на Чемпіонатах світу
| Змагання                        | Збірна | Вагова категорія                 | Місце |
| ------------------------------- | ------ | -------------------------------- | ----- |
| Чемпіонат світу з боротьби 2005 | Польща | греко-римська боротьба, до 74 кг | 25    |

### Виступи на Чемпіонатах Європи
| Змагання                         | Збірна | Вагова категорія                 | Місце |
| -------------------------------- | ------ | -------------------------------- | ----- |
| Чемпіонат Європи з боротьби 2004 | Польща | греко-римська боротьба, до 74 кг | 20    |

### Виступи на Чемпіонатах світу серед студентів
| Змагання                                        | Збірна | Вагова категорія                 | Місце  |
| ----------------------------------------------- | ------ | -------------------------------- | ------ |
| Чемпіонат світу з боротьби серед студентів 2005 | Польща | греко-римська боротьба, до 74 кг | Срібло |

### Виступи на інших змаганнях
| Змагання                                                        | Збірна | Вагова категорія                 | Місце |
| --------------------------------------------------------------- | ------ | -------------------------------- | ----- |
| Гран-прі Німеччини з боротьби 2003                              | Польща | греко-римська боротьба, до 74 кг | 9     |
| Олімпійський кваліфікаційний турнір з боротьби 2004 (Новий Сад) | Польща | греко-римська боротьба, до 74 кг | 5     |

### Виступи на змаганнях молодших вікових груп
| Змагання                                       | Збірна | Вагова категорія                 | Місце |
| ---------------------------------------------- | ------ | -------------------------------- | ----- |
| Чемпіонат Європи з боротьби серед юніорів 1998 | Польща | греко-римська боротьба, до 70 кг | 9     |